# Bathyporeia elegans
Bathyporeia elegans is een gravend kniksprietkreeftje uit de familie Bathyporeiidae. De wetenschappelijke naam van de soort is voor het eerst geldig gepubliceerd in 1938 door Emris Watkin.